# Grotta di Santa Maria di Agnano
La Grotta di Santa Maria di Agnano è una grotta e un sito archeologico che si trova a pochi chilometri da Ostuni, in provincia di Brindisi, Puglia.

## Descrizione
Della grotta, sito naturalistico ed archeologico del Parco archeologico e naturalistico di Santa Maria di Agnano, si sa che nel XVII preservava ancora funzioni religiose, testimoniate dalla presenza di un affresco rupestre della della Madonna Bizantina; successivamente utilizzato come riparo delle greggi, negli anni '80 fu venduto al comune di Ostuni.
Da quella momento è è stata oggetto di studi archeologici, che nei primi anni '90 hanno riportato alla luce, importanti resti fossili ed ambienti che sono stati frequentati a partire dal paleolitico fino al medioevo. L'analisi stratigrafica del sito ha determinato che questo è stato frequentato a partire dal gravettiano, probabilmente rifugio glaciale dei Primi esseri umani moderni europei (EEMH-da European early modern humans in inglese) migrati fin qui in conseguenza dei cambiamenti climatici legati all'ultima glaciazione d'Europa.
In questa grotta nel 1991, frequentata sin dall'età preistorica a scopo religioso, sono state rinvenute due sepolture infossate risalenti a circa 30.000 anni dal presente. Una delle due - conosciuta come la Donna di Ostuni - si è rivelata di eccezionale valore paletnologico e paleoantropologico, in quanto palese evidenza di sepoltura rituale tributata da un'evoluta comunità di cacciatori-raccoglitori del gravettiano ad una figura femminile defunta in avanzato stato di gravidanza. L'addobbo funerario della Donna di Ostuni è del tutto affine a quello delle veneri paleolitiche steatopigie raffigurate su innumerevoli statuette lapidee analogamente datate al Gravettiano, la più famosa delle quali è la cosiddetta Venere di Willendorf.
Gli scavi hanno riportato alla luce migliaia di strumenti litici, conchiglie e resti di vertebrati, che oltre alle rilevanti informazioni sulla cultura degli EEMH, ha fornito un quadro sugli ecosistemi di questa parte del Mediterraneo alla fine del Pleistocene.  Tra i resti animali, probilmente quanto resta dell'attività venatoria che qui si praticava, bos primigenius, capra ibex, cervus elaphus, sus scrofa, equus ferus, meles meles, canis lupus, vulpes vulpes, panthera pardus e lepus corsicanus. Rilevante  la presenza di resti di cavalli selvatici, dal che si può desumere la presenza di arbusteti e praterie aperte, insieme a condizioni climatiche piuttosto fredde.